# Sveriges ambassad i Khartoum
Sveriges ambassad i Khartoum är Sveriges diplomatiska beskickning i Sudan som är belägen i landets huvudstad Khartoum. Beskickningen består av en ambassad, ett antal svenskar utsända av Utrikesdepartementet (UD) och lokalanställda. Ambassadör sedan 2020 är Signe Burgstaller.

## Historia
Innan 2007 har Sverige bara en gång tidigare, åren 1966-69, haft diplomatisk närvaro i Sudan. Då var det i form av en ambassad med Bengt Rösiö som chargé d’affaires. Orsaken till att den öppnades var ett bevattningsprojekt. Sverige arbetade tillsammans med bland andra FN, Världsbanken, Tyskland och USA. Tanken var att hjälpa nomaderna att bli bofasta. Sverige skulle borra brunnar, någon annan bygga vägar, någon tredje slakterier för boskapen. Sexdagarskriget kom dock emellan. Sudan bröt sina diplomatiska förbindelser med USA och Tyskland för deras stöd till Israel. Till den sudanesiska regeringens förvåning drog de sig då ur projektet och reste hem. Därmed avbröts brunnsborrningsprojektet och så småningom stängde också Sverige sin ambassad.
I december 2007 beslutade regeringen att upprätta en ambassad i Khartoum. Skälet var att en permanent diplomatisk närvaro i Sudan skulle ge Sverige möjlighet att agera mer kraftfullt i freds- och konflikthanteringsinsatserna i Sudan. Ambassaden öppnades i maj 2008. Tidigare hade ett sektionskontor funnit i Khartoum under ledning av Sveriges ambassad i Etiopien. Den svenska diplomatiska närvaron i Sudan kan dock spåras tillbaka till 1960-talet då diplomaten Bengt Rösiö var stationerad i huvudstaden som chargé d’affaires. På grund av inbördeskriget som kom att härja landet i mer än trettio år bröts de diplomatiska förbindelserna med bland andra Tyskland och USA och även Sverige blev utan ambassad.

## Sydsudan
Sverige har ingen ambassad i Sydsudan men ett sektionskansli, inhyst i Norges ambassad i Hai Malakal, Juba, som lyder under ambassaden i Khartoum.

## Beskickningschefer
| Namn                  | Period    | Funktion                                | Anmärkning                                      |
| --------------------- | --------- | --------------------------------------- | ----------------------------------------------- |
| Eyvind Bratt          | 1957–1959 | Envoyé                                  | Sidoackrediterad från ambassaden i Addis Abeba. |
| Åke Sjölin            | 1960–1964 | Ambassadör                              | Sidoackrediterad från ambassaden i Addis Abeba. |
| Erland Kleen          | 1964–1966 | Ambassadör                              | Sidoackrediterad från ambassaden i Addis Abeba. |
| Bengt Rösiö           | 1966–1969 | Ambassadråd & Chargé d’affaires         |                                                 |
| Tord Hagen            | 1967–1972 | Ambassadör                              | Sidoackrediterad från ambassaden i Kairo.       |
| Lars von Celsing      | 1972–1976 | Ambassadör                              | Sidoackrediterad från ambassaden i Kairo.       |
| Axel Edelstam         | 1976–1981 | Ambassadör                              | Sidoackrediterad från ambassaden i Kairo.       |
| Olov Ternström        | 1981–1986 | Ambassadör                              | Sidoackrediterad från ambassaden i Kairo.       |
| Lars-Olof Brilioth    | 1987–1990 | Ambassadör                              | Sidoackrediterad från ambassaden i Kairo.       |
| Jan Ståhl             | 1990–1995 | Ambassadör                              | Sidoackrediterad från ambassaden i Kairo.       |
| Christer Sylvén       | 1995–2000 | Ambassadör                              | Sidoackrediterad från ambassaden i Kairo.       |
| Sven Linder           | 2000–2003 | Ambassadör                              | Sidoackrediterad från ambassaden i Kairo.       |
| Stig Elvemar          | 2003–2004 | Ambassadör                              | Sidoackrediterad från ambassaden i Kairo.       |
| Håkan Åkesson         | 2004–2005 | Ambassadör                              | Sidoackrediterad från ambassaden i Addis Abeba. |
| Staffan Tillander     | 2005–2008 | Ambassadör                              | Sidoackrediterad från ambassaden i Addis Abeba. |
| Jan Sadek             | 2008–2013 | Ambassadör                              |                                                 |
| Mette Sunnergren      | 2013–2016 | Ambassadör                              |                                                 |
| Hans Henric Lundqvist | 2016–2020 | Ambassadör                              |                                                 |
| Signe Burgstaller     | 2020–2023 | Ambassadör                              |                                                 |
| Anna Block Mazoyer    | 2023–     | Ambassadör, särskilt sändebud för Sudan |                                                 |